# L'estate di Martino
L'estate di Martino è un film drammatico del 2010 diretto da Massimo Natale e presentato in anteprima al Festival Internazionale del Film di Roma 2010 nella sezione Alice in Città. Il film è uscito nelle sale italiane il 19 novembre 2010; è tratto dal romanzo "Luglio 1980" di Giorgio Fabbri, vincitore del Premio Solinas 2007, il quale ha curato la sceneggiatura.
Il regista ha dedicato il film, prodotto in collaborazione con Rai Cinema, alle 85 vittime della strage di Bologna del 2 agosto 1980.

## Trama
Il film racconta degli eventi compresi tra il 27 giugno 1980 – la tragedia del DC-9 dell'Itavia precipitato a Ustica – e il 2 agosto, giorno della bomba alla Stazione di Bologna.
Il tutto visto attraverso gli occhi di due ragazzi che si innamorano sulla spiaggia di Torre Guaceto, vicino a Brindisi.
Martino è un ragazzo piuttosto schivo e passa le giornate al mare. Non va d'accordo con il fratello maggiore e, un giorno, si prende anche una cotta per la sua ragazza, Silvia, che vive al Nord e passa l'estate in quella cittadina della Puglia. Il padre dei due ragazzi è un uomo severo e autoritario, pensa soltanto al lavoro in fabbrica e non ascolta tanto i suoi figli.
Martino inizia a frequentare un tratto di costa vietato ai civili, perché compreso nella vicina base militare N.A.T.O., contro gli avvertimenti di suo fratello. Taglia la rete di sicurezza e spia i soldati che fanno surf, uno sport a lui sconosciuto, ma che lo affascina.
Un giorno si imbatte in una pattuglia di militari americani e chiede a uno di loro, Jeff Clark, di insegnargli a surfare. Inizia così una grande amicizia tra Martino, che ha bisogno di un genitore che lo ascolti, e il capitano U.S.A., che da anni non parla più con suo figlio naturale. L'incontro cambierà per sempre le loro vite.
Questa amicizia si intreccia con la favola di Dragut, che ha sfidato il mare per amore: il Principe dovrà andare oltre l'arcobaleno, nel profondo del mare, e riuscire a trovare la giara magica. Qualora dovesse riuscire nell'intento, il mondo non conoscerà più il dolore delle morti violente. Racconti fiabeschi che lo porteranno, anche a causa della nostalgia che prova verso la madre, a scambiare una mina inesplosa per l'anfora di cui si racconta nelle fiabe di Dragut.